# 백현종 (경기도의원)
백현종(白鉉宗, 1965년 10월 14일, 서울특별시 ~ )은 대한민국의 정치인이다. 경기도의원을 지냈다.

## 학력
- 1972.03 ~ 1978.02 서울동신국민학교 졸업
- 1978.03 ~ 1981.02 서울대학교 사범대학 부설중학교 졸업
- 1981.03 ~ 1984.02 대광고등학교 졸업
- 1985.03 ~ 1989.02 한국항공대학교 항공기계공학과 학사 졸업

## 경력
- 한국항공대학교 총학생회 회장
- 1998 ~ 1999 국민승리21 경기도당 구리시 남양주시 지부장
- 2001 민주노동당 경기도당 구리시 지구당 위원장
- 한국토지주택공사 부당이득금 반환추진위원회 상임대표
- 구리시 바로세우기 시민운동본부집행위원장
- 구리시 지역노동조합 지도위원
- 구리시 학교급식조례제정운동본부 대표
- 2008.03.02 진보신당 창당발기인
- 2008 진보신당 총선기획단 단장
- 2008 진보신당 경기도당 공동위원장
- 구리~포천 민자고속도로 범시민대책위원회 집행위원장
- 구리월드디자인시티범시민연대 공동대표
- 민생과 자치 대표
- 2012 통합진보당 경기도당 공동대표
- 국민의당 경기도당 구리시 지역위원회 위원장
- 국민의당 제19대 대선 안철수 후보 중앙선대위 조직상황실장
- 국민의당 조직위원장
- 바른미래당 경기도당 구리시 지역위원장
- 바른미래당 조직강화특별위원회 위원
- 제7회 전국동시지방선거 기획위원회 위원
- 제7회 전국동시지방선거 안철수 서울시장 후보 종합상황실장
- 미래통합당 경기도당 구리시 공동선대위원장
- 국민의힘 경기도당 구리시 당협위원회 정책특보
- 국민의힘 경기도당 민생경제 활성화 특위위원장
- 2021.04 ~ 2022.06 제10대 경기도의회 의원
  - 2021.04 ~ 2022.06 제10대 경기도의회 후반기 여성가족평생교육위원회 위원
- 2022.07 ~ 제11대 경기도의회 의원
  - 제10대 경기도의회 전·후반기 도시환경위원회 위원장
  - 제10대 경기도의회 전반기 윤리특별위원회 위원
- 국민의힘 경기도당 정책개발본부 교육위원장
- 국민의힘 경기도의회 원내대표

## 역대 선거 결과
|  | 13.40% |

|  | 6.97% |

|  | 6.48% |

|  | 3.20% |

|  | 10.46% |

|  | 14.00% |

|  | 21.87% |

|  | 54.86% |

|  | 53.02% |

## 참고 자료
- 블로그